# Тринити Колидж (Кеймбридж)
Тринити Колидж (на английски: Trinity College) е един от колежите на Кеймбриджкия университет в Кеймбридж, Англия. Основан е през 1546 година със сливането на колежите Кингс Хол и Майкълхаус.

## История
Тринити Колидж, Кеймбридж, има богата история, която датира от времето на управлението на Хенри VIII, със своите корени в XVI век. Колежът, известен със своята архитектурна красота и просторни дворове, съчетава дълбоко историческо наследство с оживена, съвременна академична общност.

### Основаване и ранна история
Тринити Колидж е основан през 1546 г. от Хенри VIII, който обединява две по-стари институции: Майкълхаус, създаден през 1324 г., и Кингс Хол, основан от Едуард II през 1317 г. и преоснован от Едуард III през 1337 г. Знамето на колежа носи кралския щандарт на Едуард III, символизиращ неговото кралско наследство.

### Архитектура и развитие
Най-старите сгради в Тринити датират от времето на Кингс Хол, включително средновековния ред зад Часовниковата кула и Голямата порта, построена в началото на XVI век. Иконата на колежа, часовникът, отбелязва часа два пъти – първо с нисък тон, а след това с по-висок. Часовниковата кула първоначално е била разположена на около 20 метра от сегашното си място и е преместена при изграждането на Големия двор.
Значителни архитектурни подобрения са направени под ръководството на Томас Невил, магистър на Тринити от 1593 г. Невил е отговорен за дизайна на Големия двор и части от двора с аркади, обърнат към реката. Дворът на Невил е завършен с построяването на библиотеката на Рен в края на XVII век, проектирана от сър Кристофър Рен. Библиотеката съхранява множество ценности, включително ръкопис от VIII век на Посланията на св. Павел.
През следващите векове колежът продължава да се разширява, включително изграждането на Новия двор и дворовете срещу Голямата порта през XIX век, както и съвременни постройки като Блу Боар Корт и Бърелс Фийлд. До 1564 г. Тринити Колидж вече представлява около една четвърт от всички резидентни членове на Университета в Кеймбридж.

## Известни възпитаници
През своята история Тринити Колидж е свързан с много изтъкнати личности. През XVI век сред възпитаниците му са философът и държавник Франсис Бейкън и графът на Есекс, любимец на Елизабет I. През XVII век в колежа учат поетите Джордж Хърбърт, Андрю Марвел и Джон Драйдън, както и Исак Нютон, един от най-великите учени в историята, който провежда своите новаторски изследвания в Тринити.
През XIX век колежът дава на света литературни фигури като Байрон, Такъри и Тенисън. Статуята на Байрон, първоначално предназначена за Уестминстърското абатство, днес се намира в библиотеката на Урен поради противоречивата му репутация. Тринити е също така колежът на шестима британски министър-председатели, включително граф Грей, автор на Реформаторския закон от 1832 г.
В края на XIX и началото на XX век Тринити продължава да произвежда изтъкнати личности, включително Джеймс Кларк Максуел, създател на теорията за електромагнетизма; Дж. Дж. Томсън и Ърнест Ръдърфорд, пионери в атомната физика; историкът Дж. М. Тревелян; философите Бъртранд Ръсел и Лудвиг Витгенщайн; първият министър-председател на Индия Джавахарлал Неру и писателят Владимир Набоков.